# ウィリー・レイ
ウィリー・レイ（Willy Rey、本名ヴィルヘルミナ・リートフェルト（Wilhelmina Rietveld）、1949年8月29日 オランダ・ロッテルダム - 1973年8月13日 カナダ・バンクーバー）は、オランダ系カナダ人のモデル。彼女はPLAYBOY誌1971年2月号のプレイメイト・オブ・ザ・マンスとしてセンターフォールドを飾った。

## 経歴
彼女が6歳の時、彼女の一家はオランダからカナダへ移住した。
1971年11月3日、ウィリー・レイのヌードを模したイラストがプレイボーイエンタープライズ社の株式公開に際して同社の株券を彩った。
1973年8月13日にバンクーバーで、睡眠薬であるバルビツールの過剰摂取によって23歳で死去した。

## 日本との関わり
1972年、サントリービール「純生(現在の発泡酒「純生」とは別の製品)」のテレビCMに佐藤允と共に出演し、人気となった。彼女の台詞「若さだよ、ヤマちゃん！」は流行語になった（CMから生まれた流行語/1970年代）。同製品のキャンペーンのため来日し、見事な水着姿を披露した。